# 钠长石

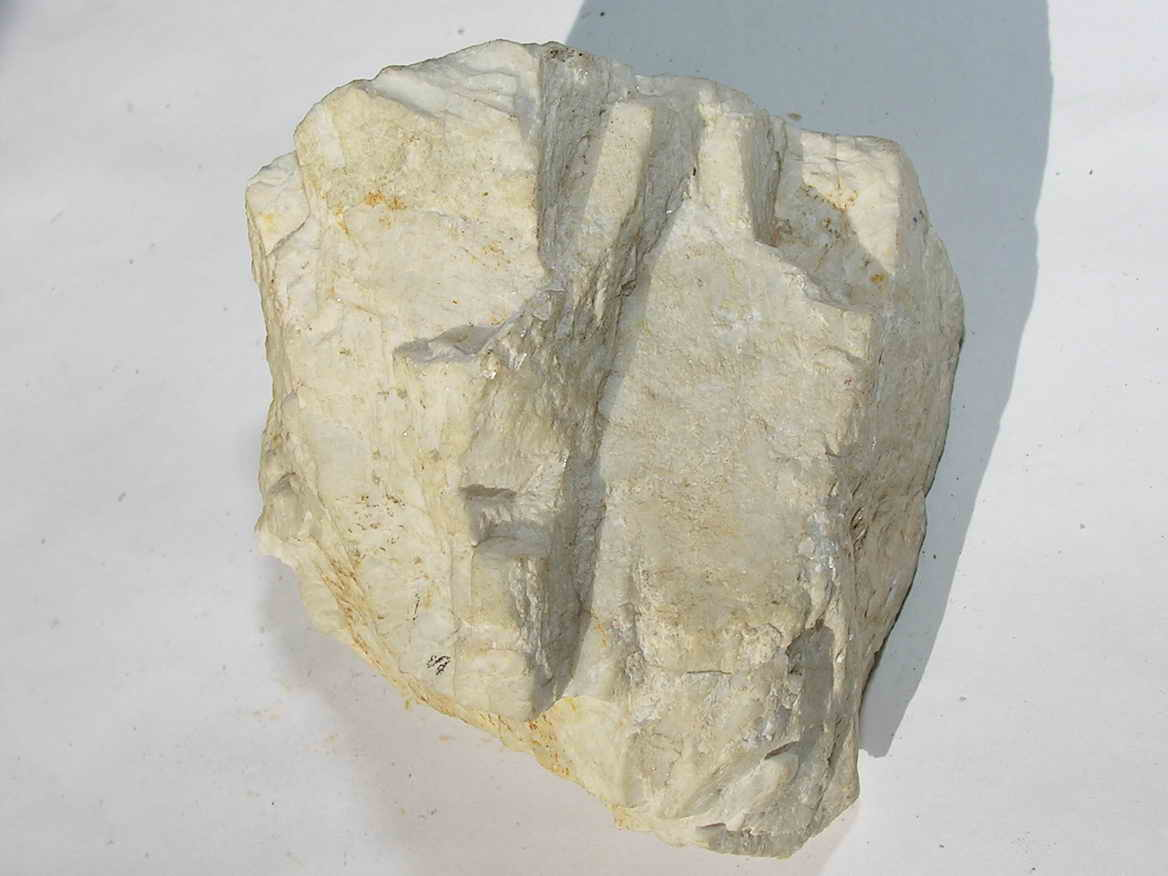
钠长石

钠长石（英語：Albite）是钠的铝硅酸盐（NaAlSi3O8），为三斜晶系的玻璃状晶体，一般为无色、白色、黄色、红色或黑色，是长石的一类。钠长石为架状硅酸盐结构，比重2.62，莫氏硬度为6 - 6.5，其中钙长石的含量少于10%。
钠长石是斜长石固溶体系列的钠质矿物，在伟晶岩和花岗岩中最为常见，1815年首先於瑞典发现。